# Тооса
Тооса (грч. Θόωσα) је у грчкој митологији била нимфа.

## Митологија
Била је морска нимфа Халијада. Највероватније је била божанство опасних, брзих морских струја, на шта указује значење њеног имена („брза“). Била је Форкова кћерка, која је са Посејдоном имала сина киклопа Полифема, који се према једном предању страсно заљубио у Галатеју, али је био љут на своју мајку јер његовој љубимици није причала ништа у његову корист. Тооса је замишљана као сирена са змијоликим рибљим репом уместо ногу, попут њене сестре Ехидне.

## Друге личности
Тооса је била и супруга тројанског краља Лаомедонта.